# Charlotte Classic 1973
Il Charlotte Classic 1973 è stato un torneo di tennis giocato sulla terra rossa. È stata la 3ª edizione del torneo, che fa parte del Women's International Grand Prix 1973. Si è giocato a Charlotte negli USA dal 10 al 16 settembre 1973.

## Campionesse

### Singolare
Evonne Goolagong ha battuto in finale  Evgenija Birjukova con il punteggio di 6–2, 6–0

### Doppio
Evonne Goolagong /  Janet Young hanno battuto in finale  Ilana Kloss /  Martina Navrátilová con il punteggio di 6–2, 6–0